# Institutio oratoria
L'Institutio oratoria ("La formazione dell'oratore") è l'opera maggiore di Marco Fabio Quintiliano e l'unica ad esserci pervenuta per intero.
Dedicata a Marco Vitorio Marcello, funzionario della corte di Domiziano, per l'educazione del figlio Geta, l'opera (databile tra il 90 e il 96 d.C.), compendia l'esperienza di un insegnamento durato vent'anni (dal 70 d.C. al 90 d.C. ca). Il titolo dell'opera è da considerarsi espressione della volontà autoriale in quanto è contenuto nella lettera all'editore Trifone posta a premessa dell'opera stessa.
Si tratta, dunque, di un vero e proprio manuale di pedagogia e retorica, emulazione del De oratore di Cicerone, considerato da Quintiliano in qualità di modello ideale di oratore e di trattatistica retorica.

## Struttura
All'interno dei dodici libri l'autore mira a seguire idealmente la formazione di un oratore:
Il primo libro può essere considerato quasi a sé stante, trattando di problemi vari di pedagogia relativi all'istruzione "elementare" (una novità assoluta nel panorama culturale antico): dalla scelta del maestro, al modo di insegnare i primi elementi di scrittura e lettura, dalla questione se sia più utile l'istruzione pubblica o privata (e in questo lui privilegia la scuola pubblica poiché suscita nei piccoli l'attitudine alla vita sociale, stimolanti forme di competizione e crea amicizie), al modo di riconoscere e invogliare le capacità dei singoli discepoli.
Il secondo, invece, chiarisce la didattica del retore, consiglia la lettura di autori "optimi", né troppo antichi né troppo moderni, esorta gli scolari a praticare declamazioni attinenti alla vita reale (e a puntare comunque alla "sostanza delle cose"), con un linguaggio semplice ed appropriato.
Il terzo libro consta di una rassegna delle fonti dottrinali di cui Quintiliano si servì nel contesto della composizione dell'opera; tra di esse spiccano trattati di età alessandrina risalenti al III-II sec. a.C., e ad autori latini come Cicerone, Celso e Plinio il Vecchio.
I libri dal VI al VII trattano dell'inventio e della dispositio, cioè il reperimento e lo studio degli argomenti da inserire nelle cause e l'arte di distribuirli;
I libri dall'VIII al IX sono incentrati sull'elocutio, ovvero della scelta dello stile e contengono un'ampia rassegna altamente tecnica delle figure di parola e di pensiero.
Il X libro insegna i modi di acquisire la facilitas, ovvero la disinvoltura nell'espressione. Prendendo in esame gli autori da leggere e da imitare, Quintiliano inserisce il celeberrimo excursus storico-letterario sugli scrittori greci e latini (in cui compara, ad esempio, Cicerone a Demostene), preziosa testimonianza sui canoni critici dell'antichità (pur avendo i giudizi un carattere esclusivamente retorico). L'autore sottolinea l'importanza dell'avere più modelli di riferimento piuttosto che cercare di imitare un solo autore, e di cercare la precisione nei propri scritti, ma senza farsi ridurre al silenzio dall'eccessivo zelo verso la ricerca della forma perfetta.
L'XI libro tratta della memoria e dell'actio, ovvero della mnemotecnica e della performance.
Il XII libro (la parte "longe gravissimam", "di gran lunga più impegnativa" dell'opera) presenta, infine, la figura dell'oratore ideale: le sue qualità morali, i principi del suo agire, i criteri da osservare, il vir bonus dicendi peritus di catoniana memoria.

## Progetto educativo
L'Institutio oratoria si delinea, dunque, come un programma complessivo di formazione culturale e morale, scolastica ed intellettuale, che il futuro oratore deve seguire scrupolosamente, dall'infanzia fino al momento in cui avrà acquistato qualità e mezzi per affrontare un uditorio (il termine "institutio" sta ad indicare, propriamente, "insegnamento, educazione, istruzione", confrontabile col termine greco di "paidèia"): e ciò, in risposta alla corruzione contemporanea dell'eloquenza, che Quintiliano vede in termini moralistici, e per la quale individua come rimedi il risanamento dei costumi e la rifondazione delle scuole. 
Ma, soprattutto, propugnò il criterio del ritorno all'antico, alle fonti della grande eloquenza romana, i cui onesti principi erano stati sanciti dall'oratoria di Catone e la cui perfezione era stata toccata da Cicerone.
Le fonti dell'opera furono, quasi certamente, la "Retorica" d'Aristotele e proprio gli scritti retorici dell'Arpinate, anche se, a differenza di quest'ultimo, egli intende formare non tanto l'uomo di stato, guida del popolo, ma semplicemente e principalmente l'"uomo".
Di conseguenza, mentre le analisi di Cicerone s'incentravano sull'ambito strettamente letterario e larvatamente "politico", Quintiliano affronta le varie questioni con un'ampiezza tale di orizzonti culturali e di motivazioni "pedagogiche" da proporsi decisamente come un unicum nella storia letteraria latina.

## Utopia dell'oratore "totale"
Pur nella nuova situazione politica, in un impero unitario e pacificato, Quintiliano ripropone così il modello di oratore di età repubblicana, di stampo catoniano-ciceroniano; è nel recupero dell'oratoria per un nuovo spazio di missione civile il vero scopo di Quintiliano, in cui si risolve la problematica dei rapporti fra oratore e principe tracciata nel XII libro e tacciata, dalla critica, di servilismo dimenticando, a tal proposito, che egli doveva effettivamente molto alla dinastia Flavia (in particolare a Domiziano, addirittura osannato come sommo poeta) e la sua appartenenza afferiva a quel mondo di "provinciali" che avevano un vero e proprio culto per l'imperatore, simbolo per loro dell'ordine e del benessere.
L'oratore perfetto deve avere, secondo Quintiliano, una vasta cultura generale (filosofia, scienza, diritto, storia), ma dev'essere anche e soprattutto un uomo onesto, "optima sentiens optimeque dicens", o, come disse già Catone, "vir bonus dicendi peritus".

## La riscoperta del testo in età umanistica
Fino agli inizi del XV secolo, l'Institutio oratoria fu nota solo in forma frammentaria. La riscoperta del testo integrale si deve all'umanista Poggio Bracciolini, "cacciatore" di manoscritti di testi classici, che nel 1416 rinvenne, presso la biblioteca del monastero di San Gallo, un codice in cui l'Institutio oratoria era conservata in forma completa. Bracciolini comunicò le circostanze del rinvenimento in una lettera all'umanista Guarino Veronese, suo amico; la lettera, datata dicembre 1416 (seconda silloge, Ep. IV 5), può essere considerata un documento emblematico dell'Umanesimo, perché da essa emergono alcuni motivi cruciali della nuova mentalità (dall'ammirazione per i classici al sentimento di appartenenza a un'élite proprio degli umanisti, dalla polemica contro il Medioevo al classicismo retorico e ideologico).
Nella lettera, Bracciolini riferisce di aver immediatamente comunicato la scoperta ai due umanisti suoi amici Leonardo Bruni e Niccolò Niccoli, i quali gli chiesero di avere al più presto una copia dell'opera. La copia che Bracciolini fece di propria mano e inviò a Bruni è andata perduta, ma è attraverso essa che l'Institutio oratoria fu conosciuta dagli umanisti italiani. Da allora, l'opera sarebbe divenuta oggetto di studi approfonditi e intense discussioni.

## Edizioni
- (LA, IT) L'istituzione oratoria, a cura di Rino Faranda, 2 voll., Torino, Unione tipografico-editrice torinese, 1968, SBN SBL0326644; 2ª ed., a cura di Piero Pecchiura, 1979.
- (LA, IT) Istituzione oratoria, 5 voll., prefazione traduzione e note di Orazio Frilli, Bologna, Nicola Zanichelli editore, 1972-1978, SBN SBL0345439.